# Малосан
Малоса́н (фр. Malaussanne) — коммуна во Франции, находится в регионе Аквитания. Департамент — Атлантические Пиренеи. Входит в состав кантона Арти-э-Пеи-де-Субестр. Округ коммуны — По.
Код INSEE коммуны — 64365.

## География
Коммуна расположена приблизительно в 630 км к югу от Парижа, в 145 км южнее Бордо, в 30 км к северу от По.
На юго-западе коммуны протекает река Люи, а на северо-востоке — река Лут.

### Климат
Климат тёплый океанический. Зима мягкая, средняя температура января — от +5°С до +13°С, температуры ниже −10 °C бывают редко. Снег выпадает около 15 дней в году с ноября по апрель. Максимальная температура летом порядка 20-30 °C, выше 35 °C бывает очень редко. Количество осадков высокое, порядка 1100 мм в год. Характерна безветренная погода, сильные ветры очень редки.

## Население
Население коммуны на 2010 год составляло 411 человек.
| 1962 | 1968 | 1975 | 1982 | 1990 | 1999 | 2010 |
| ---- | ---- | ---- | ---- | ---- | ---- | ---- |
| 450  | 439  | 428  | 404  | 407  | 419  | 411  |

## Администрация
| Период | Период | Фамилия      | Партия        | Примечания                   |
| ------ | ------ | ------------ | ------------- | ---------------------------- |
| 1995   | 2020   | Бернар Дюпон | Разные правые | генеральный советник кантона |

## Экономика
В 2010 году среди 240 человек трудоспособного возраста (15-64 лет) 181 были экономически активными, 59 — неактивными (показатель активности — 75,4 %, в 1999 году было 69,8 %). Из 181 активных жителей работали 169 человек (89 мужчин и 80 женщин), безработных было 12 (5 мужчин и 7 женщин). Среди 59 неактивных 18 человек были учениками или студентами, 31 — пенсионерами, 10 были неактивными по другим причинам.

## Достопримечательности
- Церковь Св. Андрея (XII век)[4]
- Усадьба «Замок Гей» (XVI век)[5]